# ویاچسلاو موخانوف
 ویاچسلاو موخانوف (روسی: Вячесла́в Фёдорович Муха́нов؛ زاده ۲ اکتبر ۱۹۵۶) یک دانشمند در زمینه کیهان‌شناسی و فیزیک نظری اهل آلمان است.
وی در سال 2019 به همراه الکسی استروبینسکی و رشید سونیایف، مدال دیراک (ICTP) را دریافت کردند. 